# أودريهيم (باد كاليه)
أودريهيم، باد كاليه (بالفرنسية: Audrehem) هي بلدية تقع في إقليم باد كاليه من منطقة نور با دو كاليه في شمال فرنسا. تبلغ مساحة هذه المدينة 9.19 (كم²)، وترتفع عن سطح البحر 61 م، يبلغ عدد سكانها 466 نسمة حسب إحصاء المعهد الوطني للإحصاء والدراسات الاقتصادية سنة 2009 م. وترأس José Bouffart البلدية خلال فترة (2008-2014).